# ليزلي راندال
ليزلي راندال (بالإنجليزية: Leslie Randall)‏ هو ممثل بريطاني، ولد في 19 أكتوبر 1924 في المملكة المتحدة.

## أعمال

### أفلام
- (2007) هدف 2[3]

## وصلات خارجية
- ليزلي راندال على موقع IMDb (الإنجليزية)
- ليزلي راندال على موقع أول موفي (الإنجليزية)
- ليزلي راندال على موقع قاعدة بيانات الفيلم (الإنجليزية)
- ليزلي راندال على موقع كينوبويسك (الروسية)